# باتاك
باتاك (بالإنجليزية: City of Batac )‏ هي مدينة في الفلبين، تتبع إيلوكوس نورت، بلغ عدد سكانها 55٬201  نسمة، في 2015، تبلغ مساحتها 161٫06 كيلومتر مربع، رمزها البريدي هو 2906.

## الموقع
تشترك في الحدود مع:
- San Nicolas, Ilocos Norte [الإنجليزية]‏
- Banna, Ilocos Norte [الإنجليزية]‏
- Currimao [الإنجليزية]‏.

## أعلام
- ماريانو ماركوس